# Bártfay Tibor
Bártfay Tibor (Nyitra, 1922. május 12. – Pozsony, 2015. október 3.) szobrász. Bártfay Gyula szobrász fia.

## Pályafutása
1939-től 1943-ig a Magyar Képzőművészeti Főiskola hallgatója volt, mestere Sidló Ferenc. 1945-től 1949-ig a Prágai Képzőművészeti Akadémián mestere Karel Pokorny volt.
Elsősorban monumentális, emlékműszobrászatáról ismert, de alkotott történelmi, politikai és sport témákban is. Nevéhez fűződik a Csalogányvölgyi temető szobrászati megoldása Pozsonyban.

## Díjak, elismerések
- VIT-díj (1955)
- Állami díj (1960)
- K. Gottwald-díj[6]

## Alkotásai

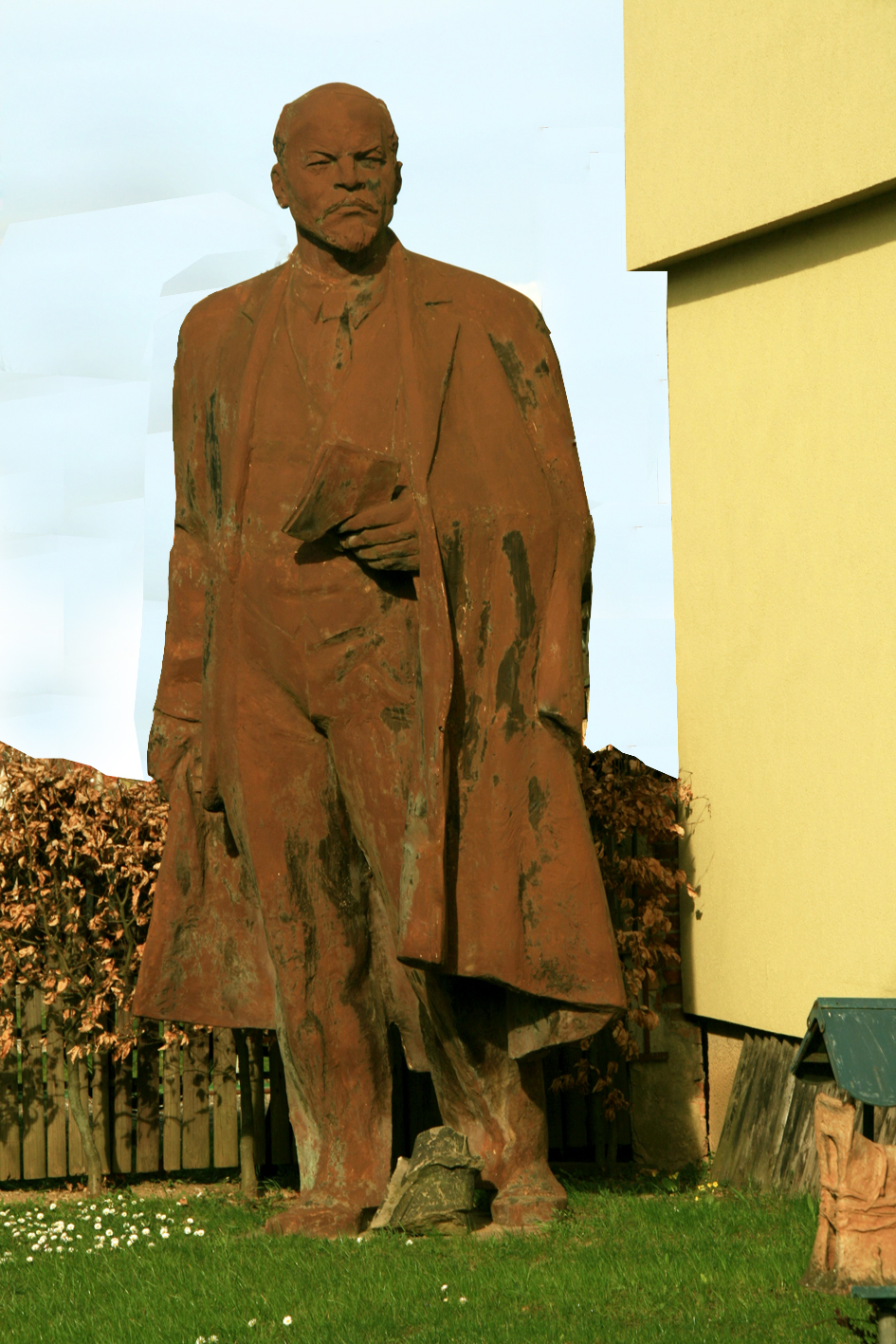
Lenin (1972)
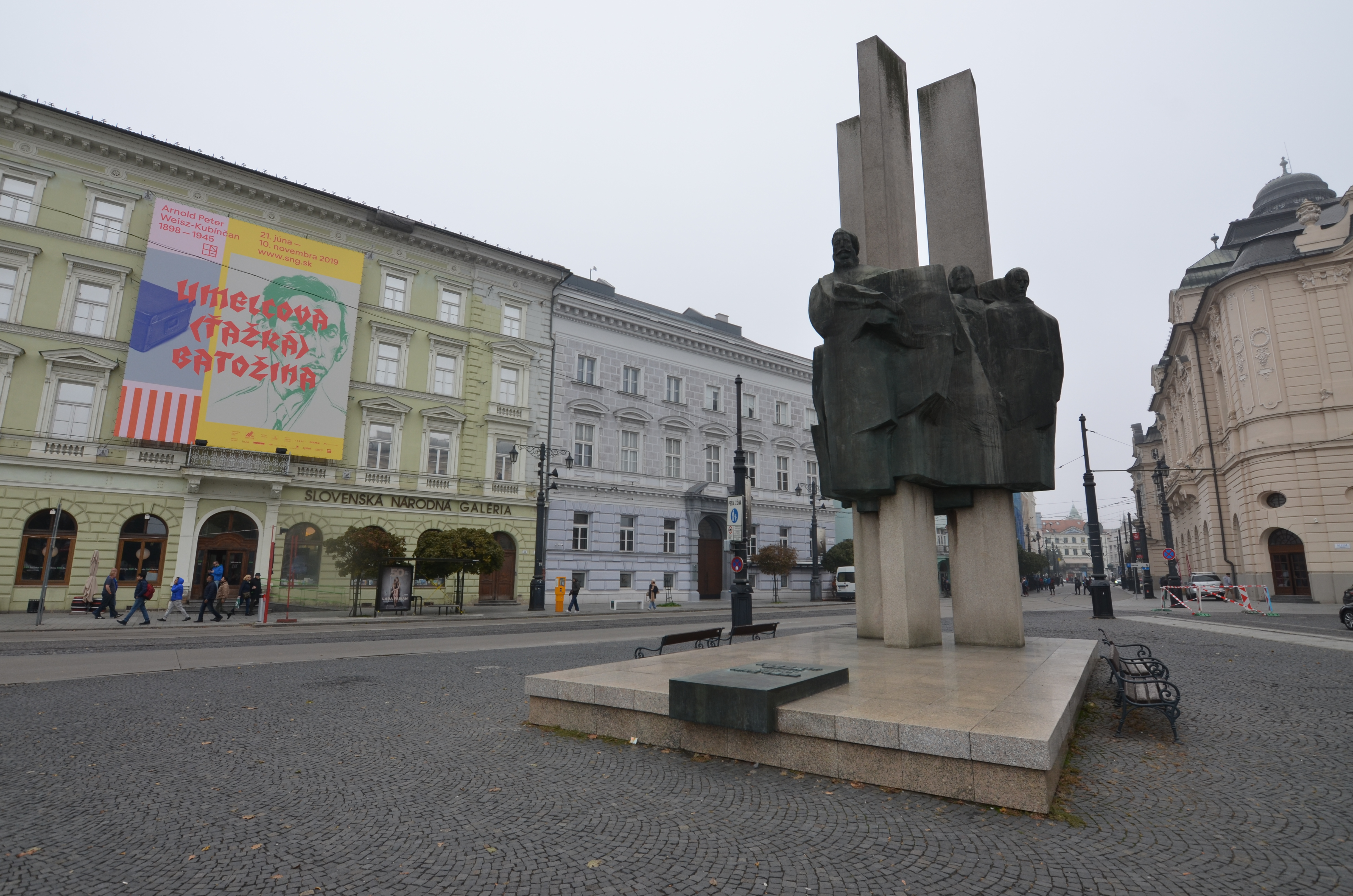
Ľudovít Štúr szoborcsoportja Pozsonyban (1972)
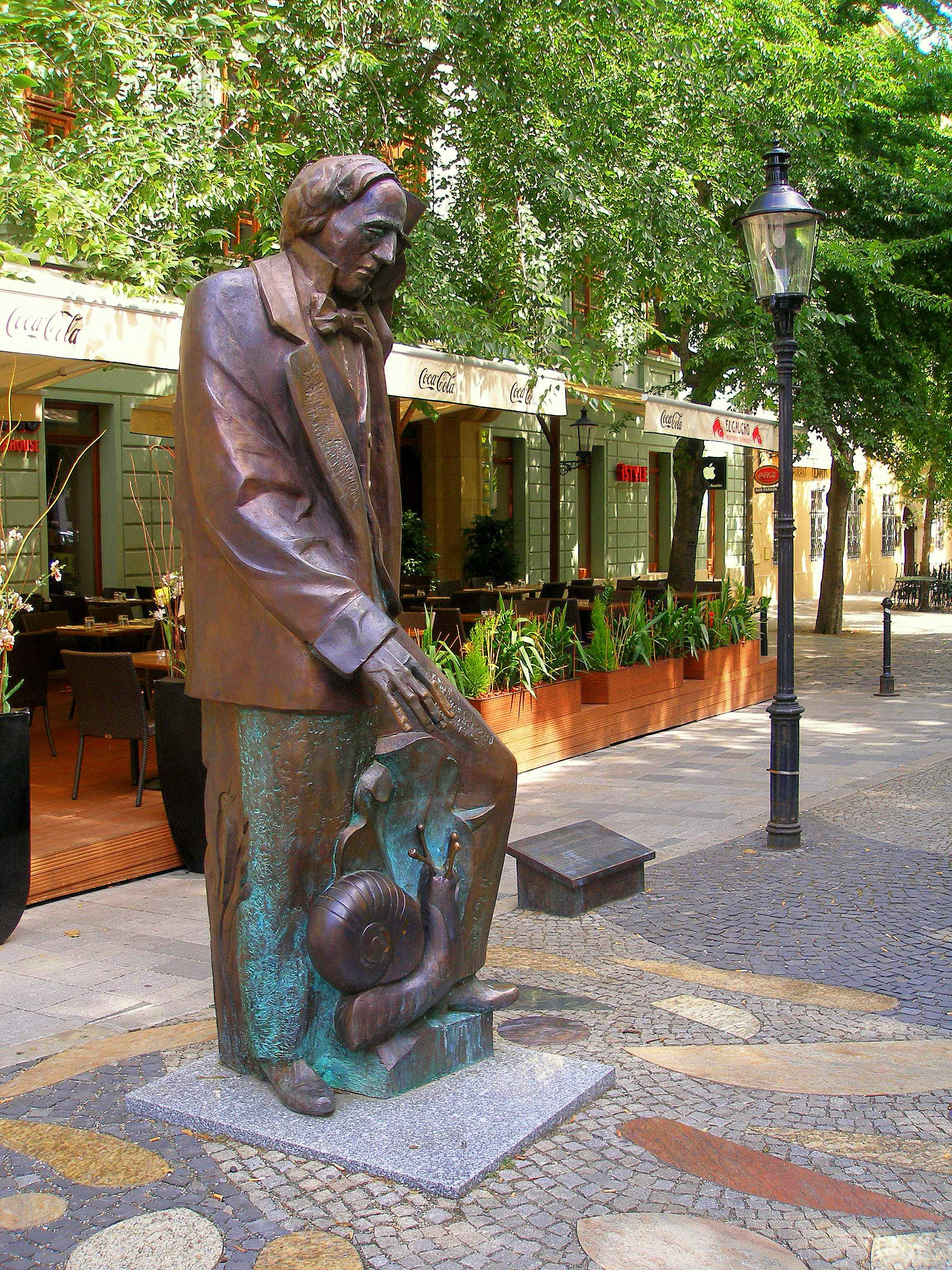
Andersen szobra Pozsonyban (2006)
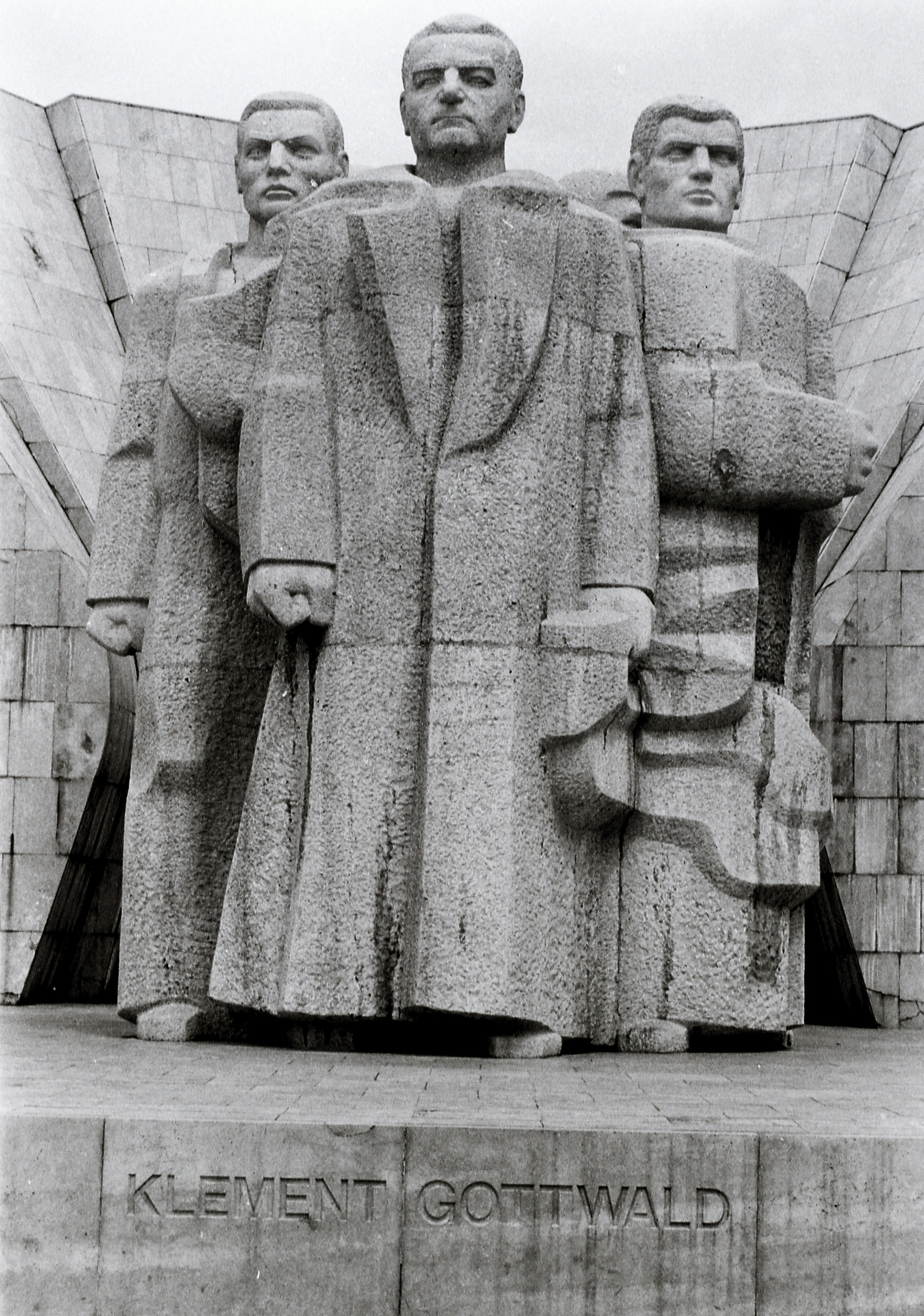
Klement Gottwald szoborcsoportja Pozsonyban
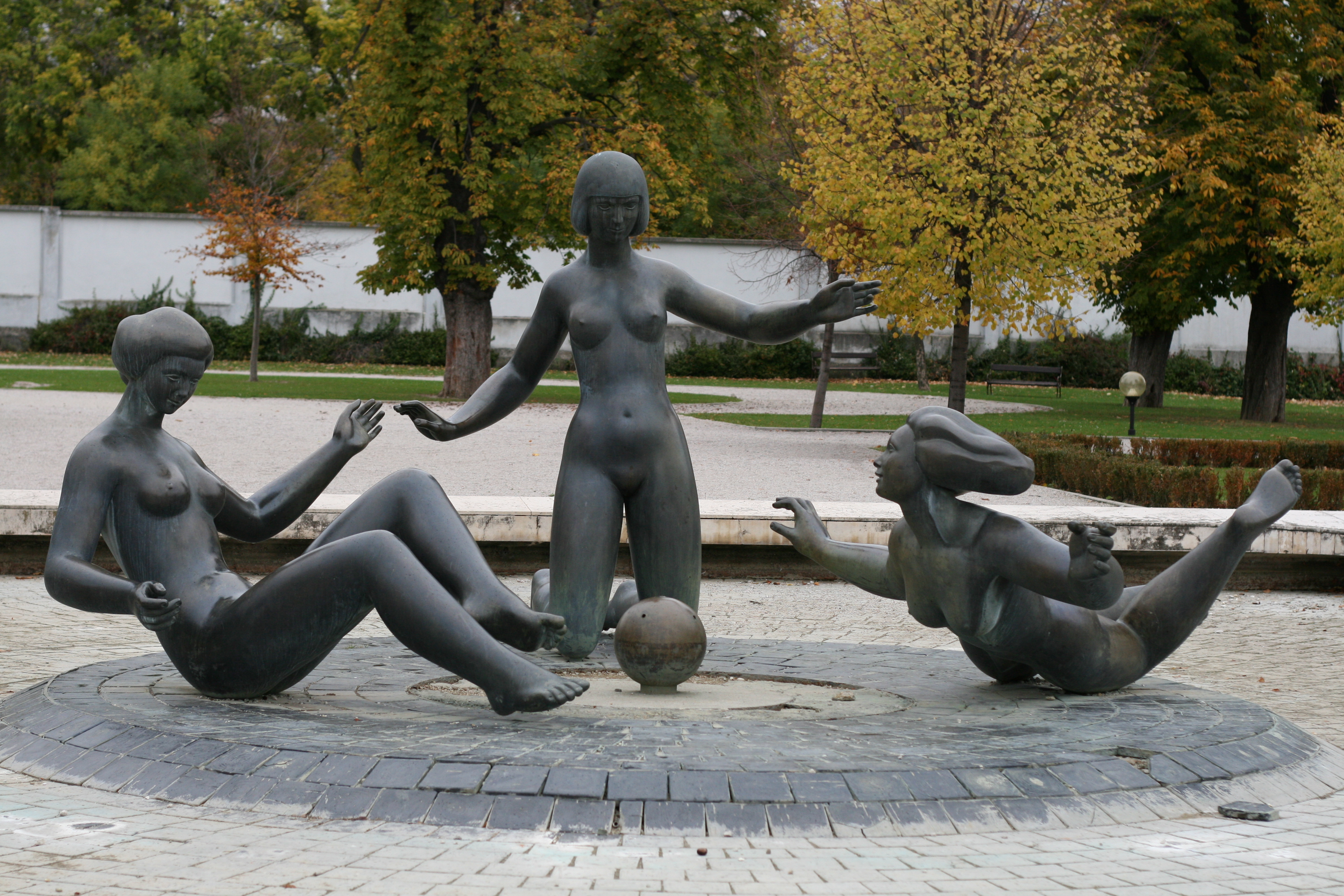
Pozsony, Grassalkovich-palota kertje
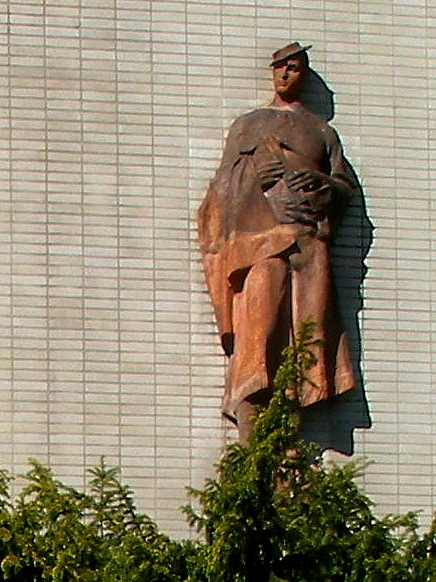
Detvan
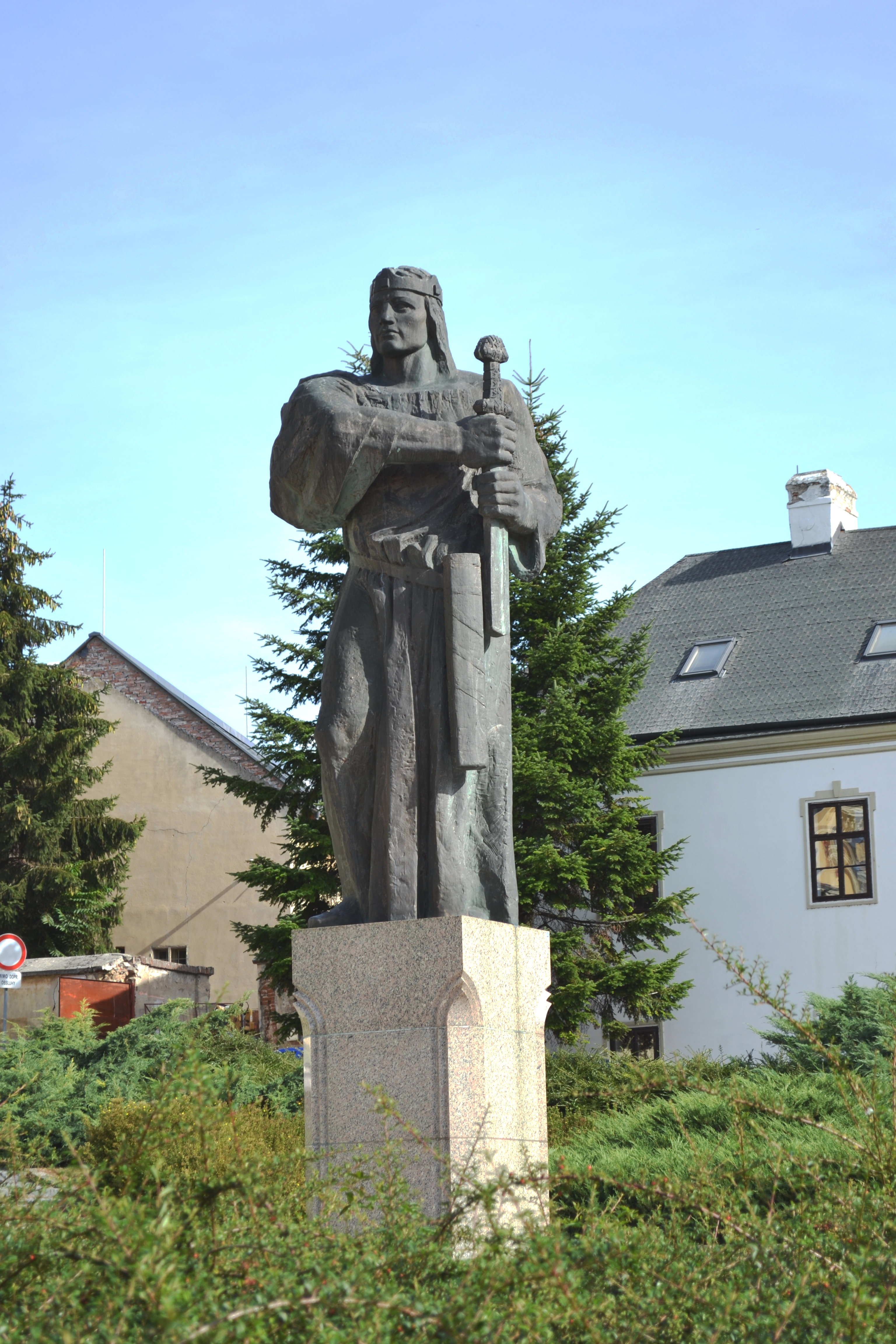
Pribina szobra a Nyitrai várban
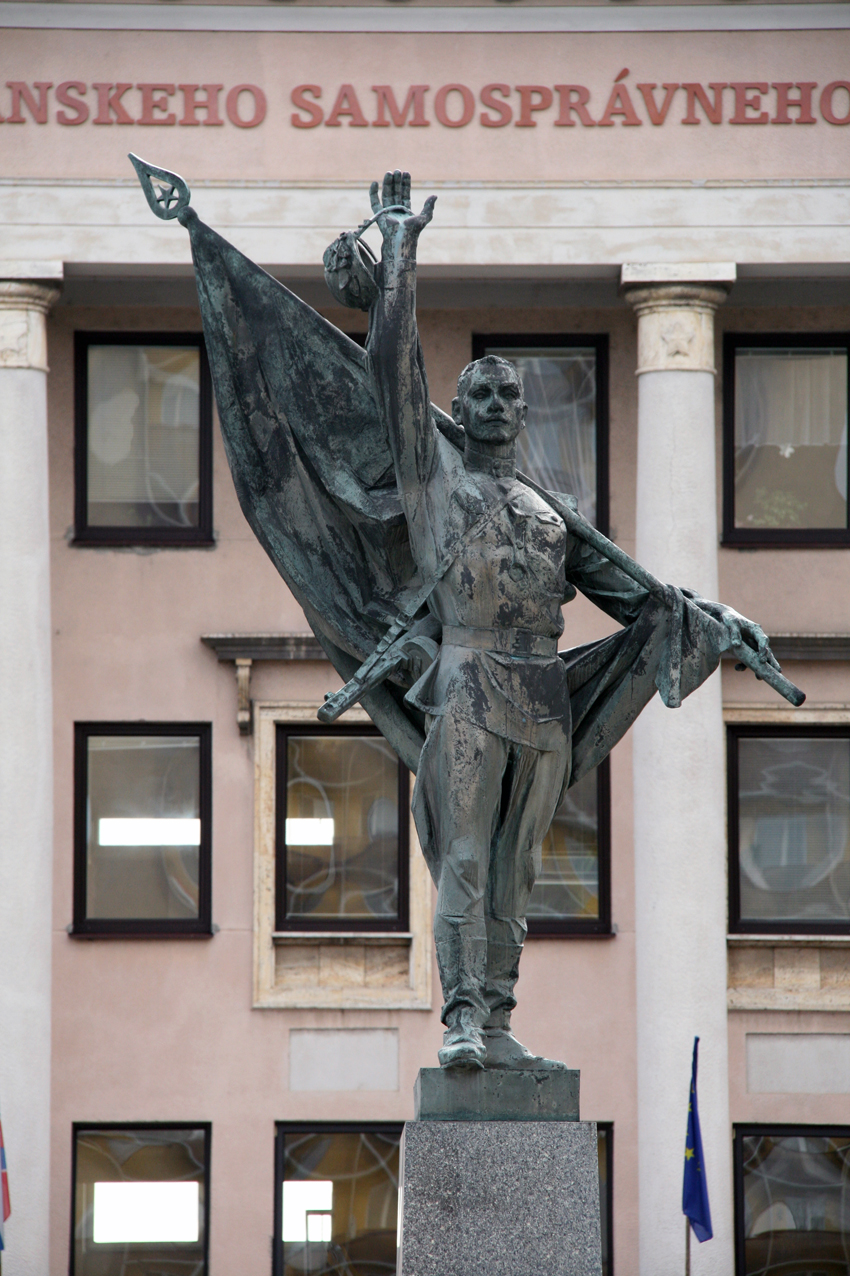
Nyitra
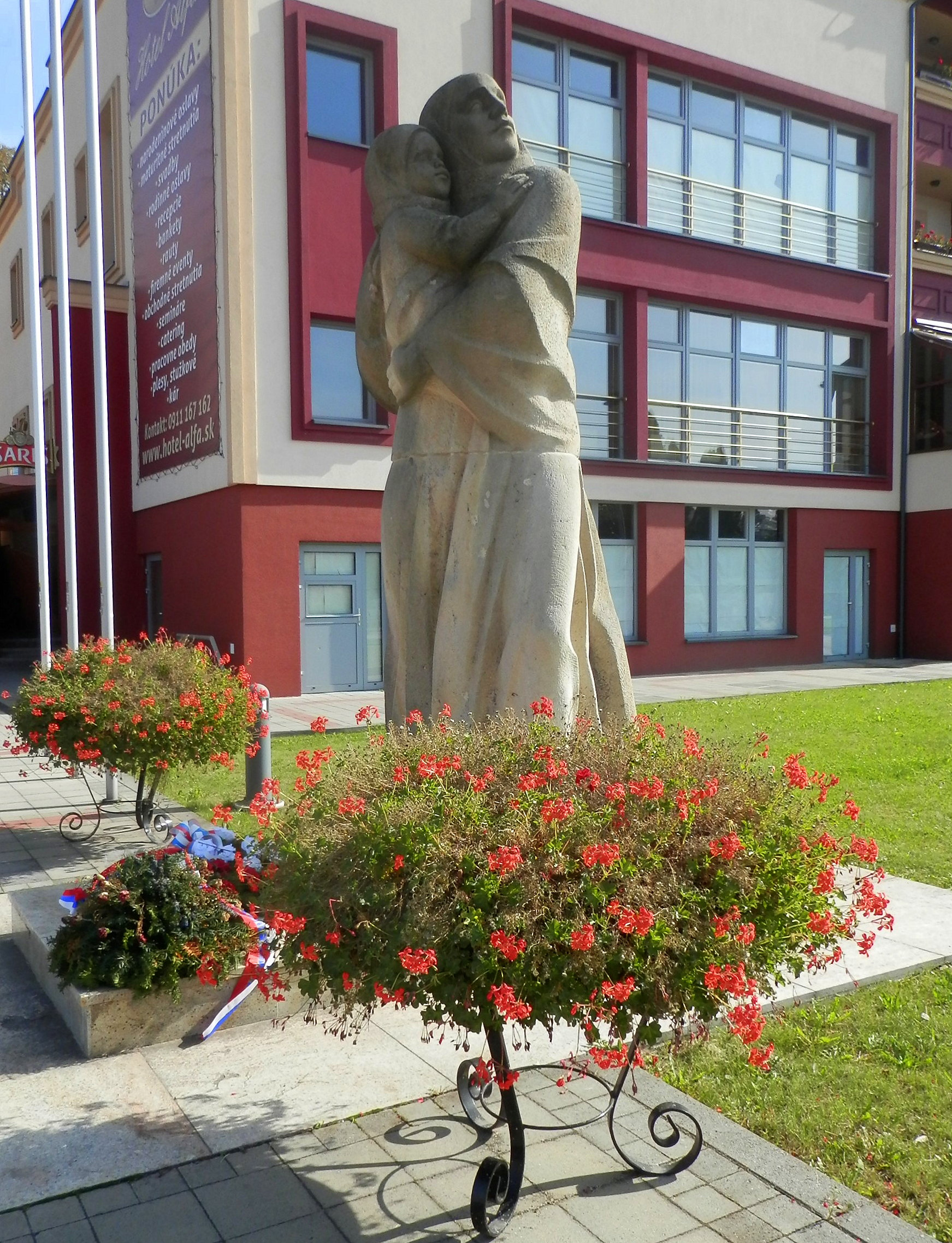
Anya gyermekével Girálton
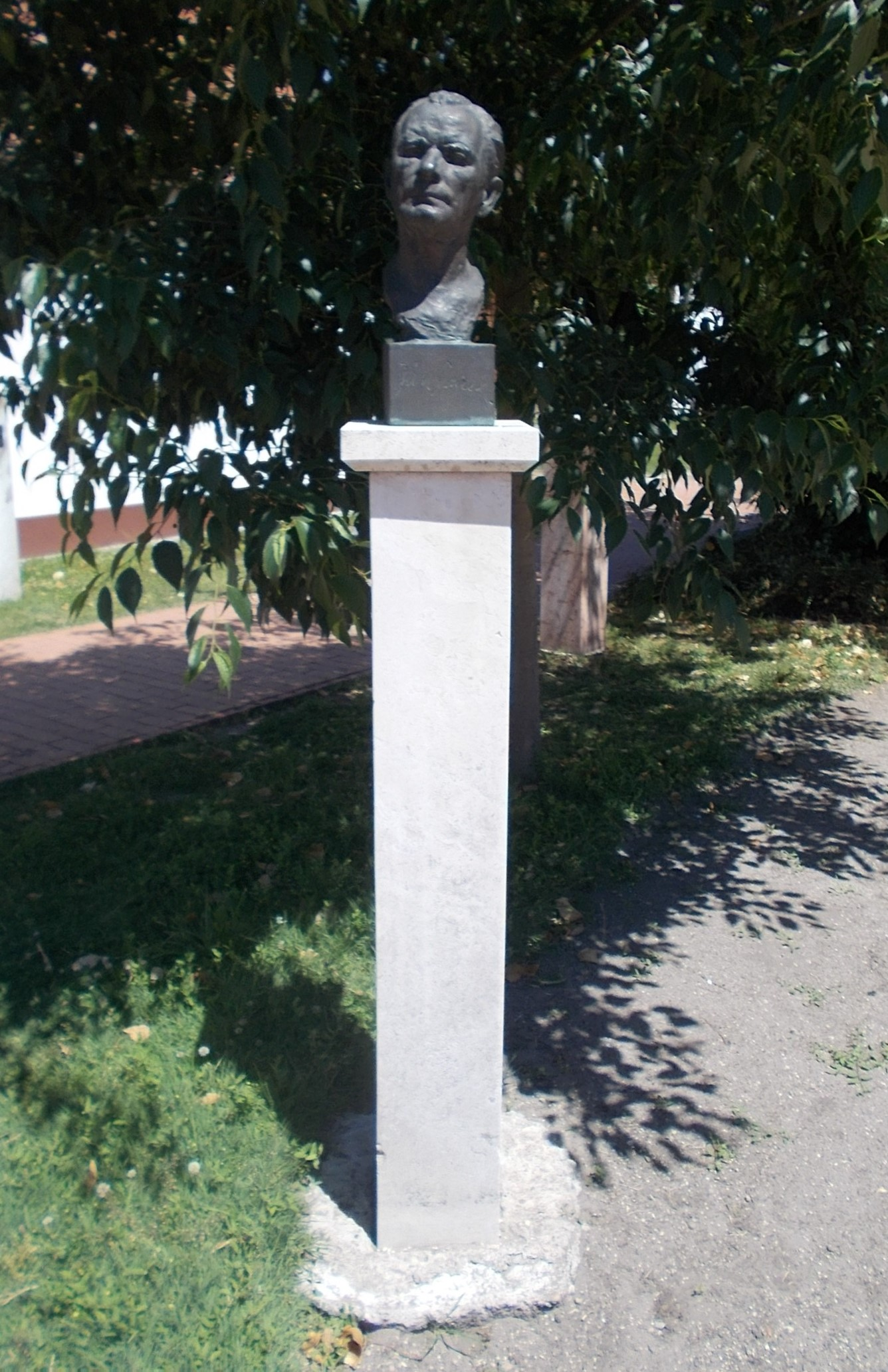
Ján Smrek mellszobra Kiskőrösön (1955/1991)